# Бефана

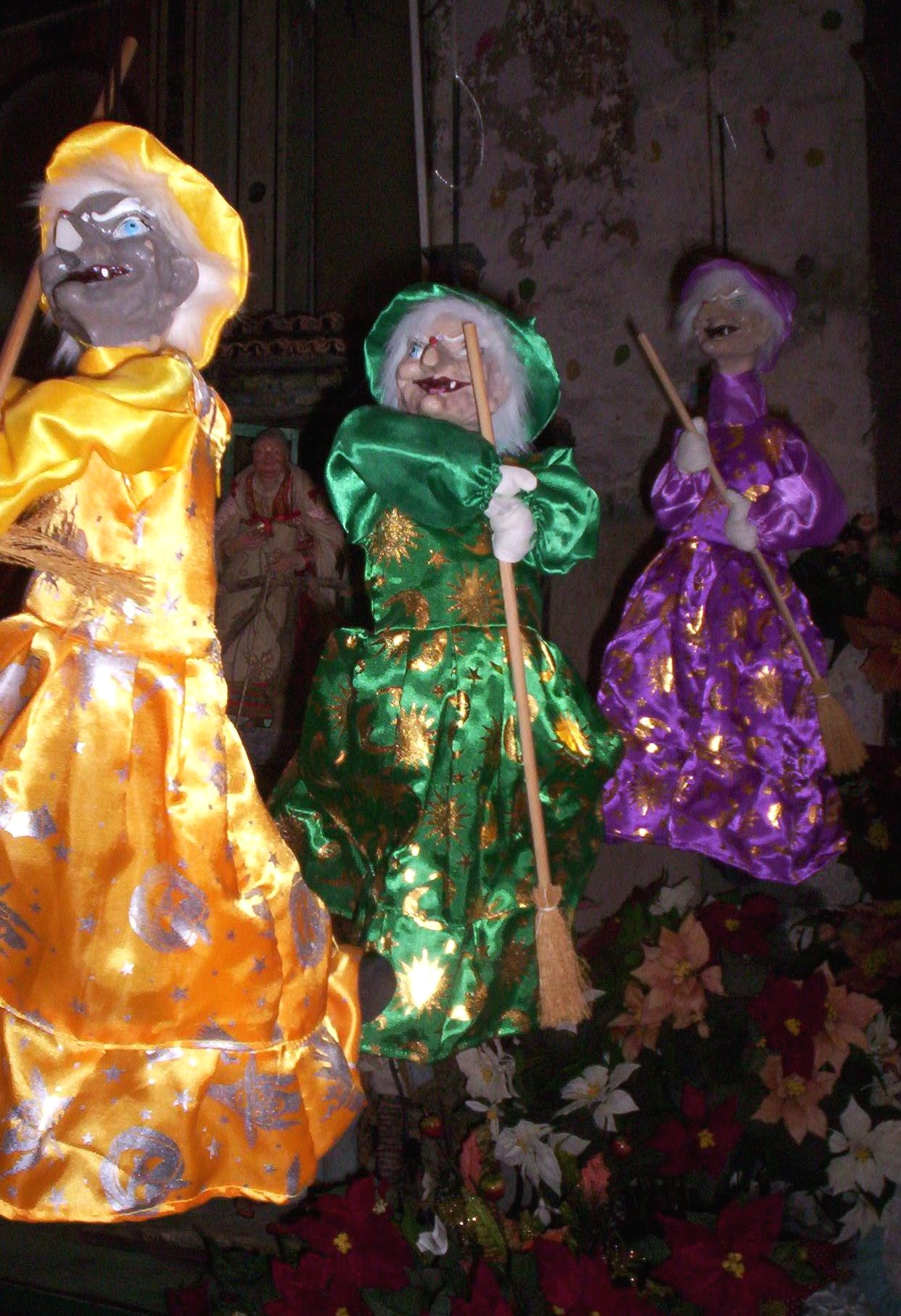
Бефана

Бефа́на (итал. Befana, Befania, искажённое Epifania, «Богоявление») — персонаж низшей мифологии у итальянцев, бродящий по земле ночью в крещенский сочельник в облике старухи или, иногда, молодой женщины. Представляет собой своеобразный итальянский аналог Санта-Клауса, хотя визуально схожа с ним только пожилым возрастом. Однако функции обоих персонажей почти идентичны.

## Происхождение
В книге «Пережитки древних нравов и обычаев, обнаруженные в современной Италии и Сицилии» 1823 года Джон Дж. Блант писал:

Эта Бефана, по-видимому, является наследницей некой языческой богини по имени Стрения, которая распределяла новогодние дары. Её подарки были такими же, как и у Бефаны: инжир, финики и мёд.
— John J. Blunt «Vestiges of Ancient Manners and Customs, Discoverable in Modern Italy and Sicily» (1823 г.)
Некоторые возводят имя Бефана к греческому слову επιφάνεια — епифа́ния, то есть явление (см. теофания, богоявление). 
Также есть теории, что прототипом Бефаны была Берта/Перхта — богиня, известная у альпийских народов: в фольклоре Баварии и Австрии сохранилось поверье, что на Святки (особенно в Двенадцатую ночь) Перхта бродит по домам и хочет узнать, были ли в уходящем году дети усердными и трудолюбивыми. Если они были такими, то утром в обуви или ведре они могли найти серебряную монету, если ленились — то она могла вскрыть их животы и набить их соломой и камнями.
Бефану изображают обычно в виде старушки, летящей на метле, одетой во всё чёрное и с мешком подарков и сладостей за спиной.

## Поверья
Бефану некоторые считают злой ведьмой и изображают в виде тряпичной куклы, которую принято возить на тележке и сжигать на главной площади.
Более распространено представление о Бефане как о добром существе, приносящем подарки детям, проникая в дом через дымоход. Дети заранее развешивают перед камином носки для подарков. Подарки достаются только добрым детям, плохим Бефана кладёт в носки угольки.
Существует также поверье, что если в доме хороший хозяин, Бефана не только подарит подарки его детям, но и перед уходом подметёт пол. Существует обычай: в ночь с 5 на 6 января оставлять на камине небольшой бокал вина и блюдце с едой для Бефаны.

## В художественной литературе
Бефана (в русском переводе — Фея) является одним из главных персонажей сказочной повести Джанни Родари «Путешествие Голубой Стрелы» (итал. La freccia azzurra), где показана обычной хозяйкой магазина подарков, большую часть года ведущей жизнь почтенной буржуа. Подарки она, впрочем, доставляет традиционным способом — летая на метле. Бефаны фигурируют также в ряде юморесок писателя. 